# Tetrastichus citritibialis
Tetrastichus citritibialis är en stekelart som beskrevs av Kostjukov 1978. Tetrastichus citritibialis ingår i släktet Tetrastichus och familjen finglanssteklar. Inga underarter finns listade i Catalogue of Life.